# Messok II
Pour les articles homonymes, voir Messok (homonymie).
Messok II ou Mbeyengue II est un village de la région du Centre au Cameroun, localisé dans la commune de Ngoumou et le département de la Méfou-et-Akono.

## Population
En 1965, Messok II comptait 130 habitants, principalement des Ewondo.
Lors du recensement de 2005, ce nombre s'élevait à 118.